# Spoorlijn Mignaloux-Nouaillé - Bersac
De spoorlijn Mignaloux-Nouaillé - Bersac is een Franse spoorlijn van Mignaloux-Beauvoir naar Bersac-sur-Rivalier. De volledige lijn was 104,6 km lang en heeft als lijnnummer 604 000.

## Geschiedenis
De lijn werd geopend door de Compagnie du chemin de fer de Paris à Orléans op 23 december 1867. 
Het personenvervoer tussen Le Dorat en Bersac werd opgeheven op 1 juli 1939. Goederenvervoer tussen Le Dorat en Châteauponsac werd opgeheven op 11 januari 1970 en tussen Châteauponsac op Bessines 30 april 1987.

## Treindiensten
De SNCF verzorgt het personenvervoer op dit traject met TER treinen.
| Serie | Treinsoort | Route                          | Bijzonderheden |
| ----- | ---------- | ------------------------------ | -------------- |
| L 24  | TER (SNCF) | Poitiers – Limoges-Bénédictins |                |

## Aansluitingen
In de volgende plaatsen is of was er een aansluiting op de volgende spoorlijnen:
Mignaloux - Nouaillé
RFN 601 000, spoorlijn tussen Saint-Benoît en Le Blanc
Lussac-les-Châteaux
RFN 607 000, spoorlijn tussen Lussac-les-Châteaux en Saint-Saviol
Montmorillon
RFN 603 000, spoorlijn tussen Montmorillon en Saint-Aigny-Le Blanc
Le Dorat
RFN 605 000, spoorlijn tussen Le Dorat en Magnac-Laval
RFN 606 000, spoorlijn tussen Le Dorat en Limoges-Bénédictins
Bersac
RFN 590 000, spoorlijn tussen Les Aubrais-Orléans en Montauban-Ville-Bourbon

## Galerij

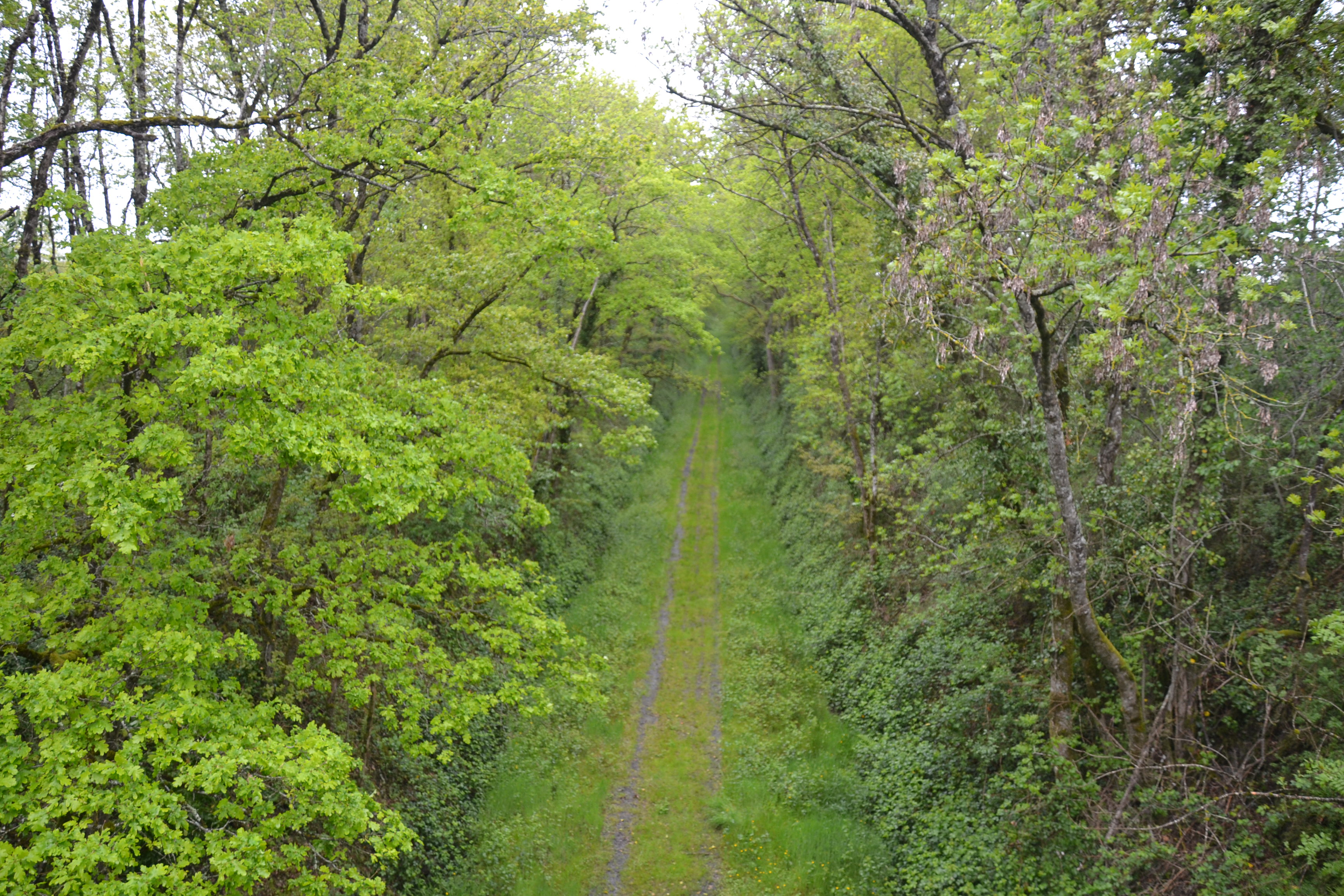
Voormalig tracé bij Droux.
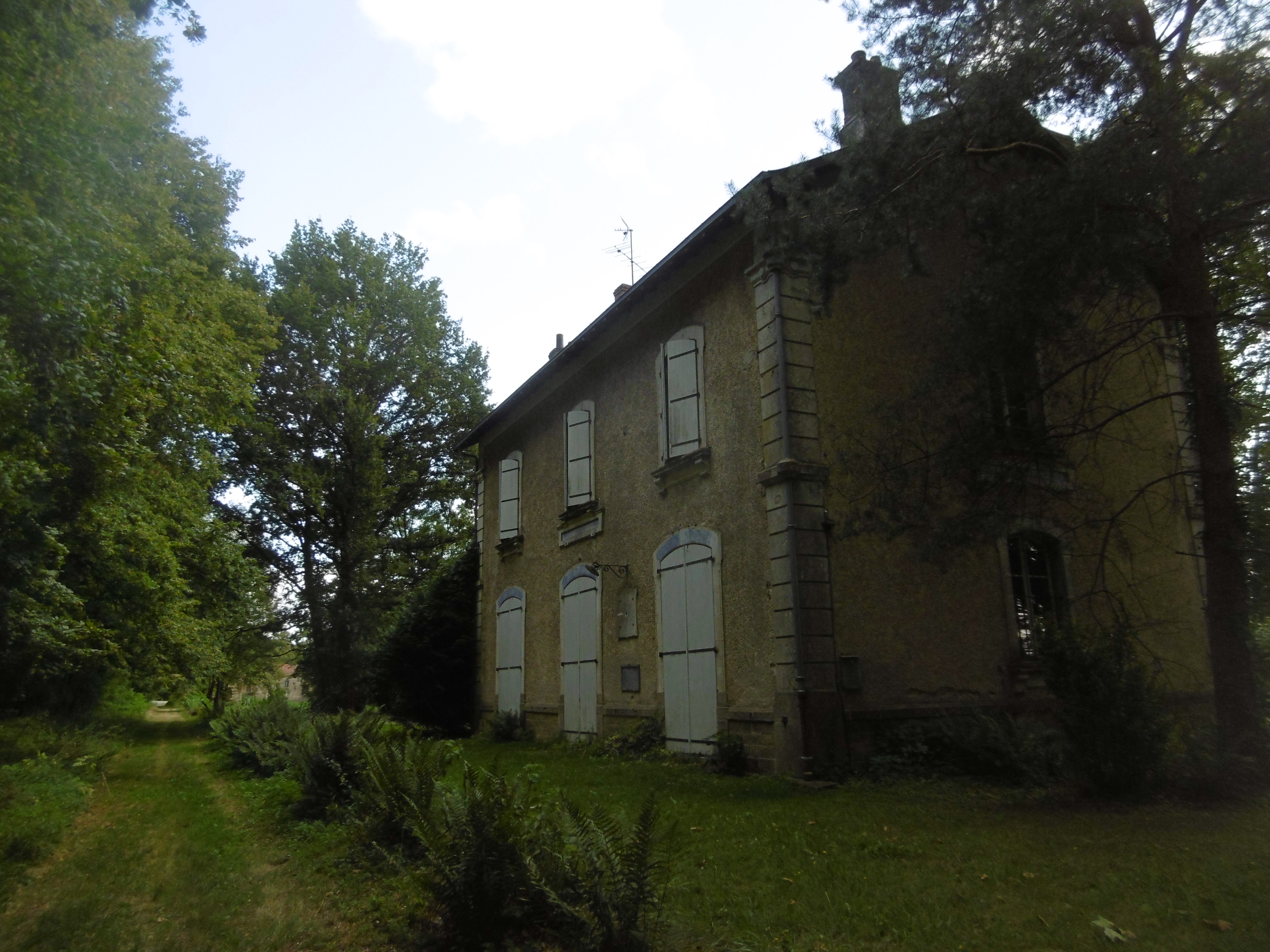
Station Droux.